# 梅赛德斯-奔驰 W140
梅赛德斯-奔驰 W140 S级轿车，是S级轿车中的第三代，即 W126 S级轿车的继任者，于1991年3月7日在瑞士日内瓦车展上首次亮相。1993年6月，车型的命名方式发生改变，字母“S”取代原先的“SE/SEL”并移到数字之前。1994年3月，进行改款，并在随后的时间里陆续更改车型配置。1998年，W140 S级轿车被新一代S级轿车 W220 取代，总产量406717辆 。

## 历史[1]

### 创新

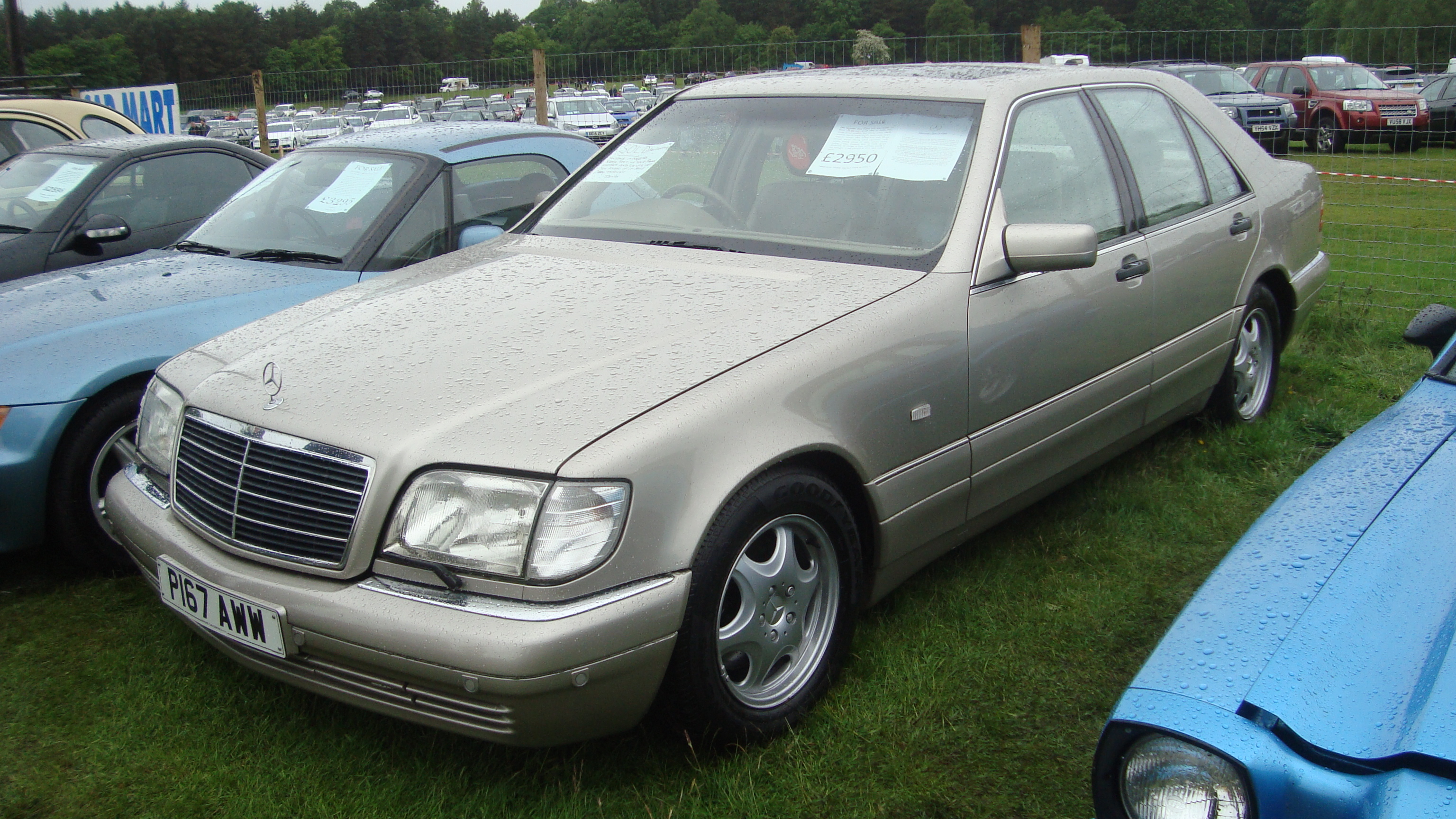
梅赛德斯-奔驰 W140

1991年3月，新一代S级轿车 W140 首次亮相于日内瓦车展。外形设计基于传统的梅赛德斯-奔驰风格元素和家族设计，在保留传统外形的同时，新式的散热器格栅与 R129 SL级轿车散热器格栅一起诠释了新一代设计风格。以“散热器格栅”为主题的经典元素变化，即散热器格栅与镀铬边框在引擎盖上有机地相结合，且梅赛德斯-奔驰三叉星首次不再屹立于散热器格栅，而是移向后方。总体而言，新一代S级轿车外形设计目标是实现高水平空气动力学设计理念，同时追求最大的实用性。
由于上一代S级轿车 W126 及之前的S级轿车传统，新一代S级轿车 W140 提供标准轴距和长轴距两种车型，长轴距车型轴距增加 100mm 以增加后排乘客腿部空间。 
- 空气动力学

相对于 W126 系列，设计人员做出更大的努力以进一步降低风阻系数，这些措施包括:向后倾斜的车头线条、从散热器格栅到发动机罩表面的过渡、略微扁平化倾斜的挡风玻璃、曲面侧窗、集成滴水托盘的外后视镜、大尺寸轮毂盖和铝合金轮毂，较低的底盘离地间隙、光滑的底盘表面设计以降低侧风敏感度。 
这些措施使风阻系数降低16.4％，从而创造了这一级别所取得的新纪录。虽然前部面积比 W126 增加了12.2％，但新一代S级轿车W 140风阻系数仍降低了16.4％，对令人印象深刻的庞大体型来讲，是非常令人惊讶的表现。 
- 发动机

针对德国国内市场的发动机最初有4种选择，其中仅 M119 5.0 升 V8 发动机是先前使用过的型号，它由博世LH全电子喷射系统和热线式空气质量流量计控制。其他3个引擎为全新开发：基于 5.0 升发动机的 4.2 升 32 气门V型8缸发动机和 4.2 升16气门V型8缸发动机，以及3.2升直列6缸发动机。注意一个有趣的细节，3.2升和4.2升车型的型号标识没有像往常一样准确地在命名数字上反映，相反，使用了四舍五入的命名300 SE/SEL和400 SE/SEL。
- V12

全新设计的 M120 6.0 升 V12 发动机，不仅是首款量产的梅赛德斯-奔驰12缸发动机，而且具有 300kW (408PS) 的功率，是梅赛德斯-奔驰最强劲的发动机。并且扭矩已经超过了500Nm大关，最大扭矩 580Nm/1600r。6缸和 8缸发动机也配备了 12缸发动机的四气门技术，具有可变进气凸轮轴技术和热线式空气质量传感器，所有的发动机的排放和油耗得到最小化。新的多点电子点火系统单独为每个气缸计算最佳点火时间并适用于爆震极限。是世界上唯一的选择性抗爆震控制V12发动机，如果达到最佳燃料利用率，10:1 的高压缩比是可能的。
全新的发动机驱动管理系统，所有的控制模块通过一个公共数据通道一起进行通信，确保控制装置可以充分运用，其中包括在发动机冷启动后为三元催化器快速加热，也为牵引力控制系统控制车身扭矩，能够在湿滑的路面中断供油，确保行驶稳定性。
V12 发动机提供了乘用车最大的三元催化器，容积达到了7升，由于催化剂无需额外的燃料消耗，因此高的长期稳定性得到保证。一种新颖的双重和三重绝缘的排气歧管和在陶瓷催化器臂管道内嵌入的绝缘垫能够使其迅速的达到最佳工作温度。
- 环保

除了减少的废气排放，可以在新一代S级轿车 W140 上找到更多细节使它成为环保的先驱。 按无氟(氢氟烃)标准设计，塑料部件的精确编号不仅做到可回收，而且生产大量使用再生材料。1992年，W140 系列获得美国环境保护署颁发的环境奖 —— 同温层臭氧保护奖。
除了燃料消耗和环境相容性，新一代S级轿车 W140 的舒适性和安全性进一步完善，消除了许多其他因素的影响，精心的设计和调整在这方面起到了重要作用。考虑到更高的纵向和横向力，前悬架使用双叉臂，后悬挂由其他乘用车的多连杆结构衍生，经过全面调整，并根据S级的特殊要求进行修改。
在主动安全方面，在新一代S级轿车 W140 的特点是，通过精确而灵敏的转向系统以及在不同载荷的极端驾驶行为中的低敏感性，即使在崎岖的路面上也能保持良好的直行稳定性和极低的侧风敏感度。一个关键的创新使得8缸和12缸发动机车型的制动系统中，多余的制动力被传递到后轮。其结果是，制动系统的耐用性增加，并且车轮制动器的磨损会降低。
- 高驾驶舒适性

全新一代S级轿车 W140 系列的驾乘舒适性再次显著增加。传送到车内的胎噪和振动都大大降低，加速和制动时的俯仰运动减到最小，转弯或行驶在不平坦道路时，降低了滚动运动，转向几乎不受冲击。在8缸和12缸车型上“敏感转向”速度感应式转向助力系统为标准配备，从而降低了驾驶员在低速行驶时的转向力，例如在停车场。
在之前车型上已经是极高的安全标准再次得到多项提升，安全性被显著改善。例如，新的车身结构通过一系列详细解决方案使之在事故中更加安全，减轻潜在的事故影响点也给乘客额外的保护。
为了避免起雾和霜露、提高保温隔热性能、抵抗外部噪音以提高舒适性，新一代S级轿车 W140 使用了中空的双层侧窗玻璃，这是此种玻璃在乘用车中第一次使用。结合自身的一些安全和舒适相关属性与窗口密封系统显著改善空气动力学并降低风燥。
另外两个细节。可折叠后视镜以及可延伸的倒车标杆，以帮助驾驶员在能见度差的小空间机动。 电动马达由位于中控台上的开关驱动，可以控制后视镜的角度，在空间紧张的情况下折叠后视镜从而为车辆通过获得额外的空间。为了更好的在向后行驶时判断障碍物的距离，在车尾部的左右侧配备了倒车标杆。 65mm长的标杆在挂入倒档2秒后自动延伸，并在挂入前进档后自动缩回。

### 发展
| 1981年               | 开始初步规划 W140 项目 |
| 1982年               | 开始设计研究 |
| 1983年-1984年        | 在21辆 W126 平台上，制成不同车身、底盘方案。制成 1:1 空间定义模型和 1:5 初步模型 |
| 1984年秋             | 开始制造 1:1 和 1:5 的预设计模型，设计不同的方向盘、仪表板、座椅方案 |
| 1985年4月            | 产品规格确定 |
| 1985年10月           | 制成7个 1:1 模型，用于调查和讨论，选出其中一个突出的方案，并进一步研究 |
| 1986年初             | 开始V12发动机研发计划，研发要求为追求最低的燃油消耗和最小的废气排放。董事会上提出W18发动机发展建议——M 216 8.0升W型发动机，3列6缸呈75.5度夹角排列，这一设计的优点是发动机长度将不大于6缸发动机。计算后的性能数据为，2气门型490 PS 750 Nm，5气门型680 PS 800 Nm。计划只停留在图纸上，之后一些期刊报道关于“800 SEL W18”的传闻 |
| 1986年7月            | 设计出两种造型方案 |
| 1986年11月           | M120 发动机进行第一次测试 |
| 1986年9月12日        | 制成5个 1:1 初步模型，董事会在辛德芬根工厂决定出最后的造型方案，之后制作出10个 1:1 整体模型 |
| 1987年春             | 19辆原型车提供给开发部门 |
| 1987年夏             | 开始碰撞测试，共测试13辆原型车和10个座舱 |
| 1988年8月            | V12发动机第一张照片公布。发动机使用KE电控机械喷射系统，两个侧置节气门。此时已知的参数为:6升，48气门，超过355PS的功率和超过550Nm的扭矩 |
| 1988年秋             | 制成52辆原型车和200余项部件进行耐久性试验和强度试验，总测试里程达到500万公里 |
| 1988年底             | 在纽伯格林测试中发现悬挂和轮胎存在设计问题，由于改进需要时间，发布时间被推迟 |
| 1989年春             | 开始一项结合安全性、舒适性和动态分析研究车辆的重量和成本的项目 |
| 1989年9月            | 开始对相关员工进行培训，约5700名员工参与，耗费600万德国马克 |
| 1990年5月6日-6月10日 | 官方在西班牙南部的阿尔梅里亚验收测试车，1990年6月6日，管理委员会作出将车标脱离散热格栅、移动到引擎盖上的决议 |
| 1990年7月1日         | 开始在辛德芬根工厂做生产准备，约2800名员工受到复杂的操作培训，测试生产设备以提高生产质量 |
| 1990年9月1日         | 开始试生产 |
| 1990年11月16日       | 发布第一张实车照片 |
| 1991年2月1日         | 开始正式生产 |
| 1991年3月7日-3月17日 | 在瑞士日内瓦车展上发布 |
| 1991年6月            | 开始使用无氟制冷剂 |
| 1991年9月            | 改进后视镜折叠机构 8缸车型开始装备4活塞固定卡钳，而不再使用配备钢制轮毂的300 SE/SEL车型上的浮动卡钳 增加轮胎空气压力使配备铝制轮毂的8缸车型的负荷增加 驾驶员安全气囊成为所有车型上的标准配置 |
| 1991年10月           | 开始生产 300 SD 柴油发动机版 |
| 1991年12月20日       | 第1万台 M120 发动机下线 |
| 1992年1月            | 改进门封条，风噪降低 |
| 1992年               | 由于外观设计受到批评，开始筹备外观改进 |
| 1992年2月            | 发布防弹车型 500SEL Guard 和 600SEL Guard。外观上和普通车型的区别仅在于喇叭形挡泥板，特殊的轮毂和较宽的轮胎。内部宽度减少80mm，调整仪表板、车门饰板、后备箱、车顶、A/B/C柱 改进ASR开关，确保1992年2月-4月间生产的8000辆轿车没有问题 改进 Becker 2000 系列无线电设备，加入 Mexico 2000，Grand Prix 2000 机型 |
| 1992年3月5日-3月15日 | 300SE 汽油-甲醇混合动力车在日内瓦车展上发布 改进门导轨，以便更容易闭合 再次改进折叠后视镜，增加排水孔防止腐蚀 改进制动盘材料防止翘曲 改进后排化妆镜锁止机构防止自动打开 |
| 1992年4月            | 改进 ASR 开关防止突发应急操作 改进制动防护罩防止倒车发出异响 |
| 1992年6月            | 改进中控锁开关，从驾驶员侧车门内衬移动到中控台 改进时序电路以避免车内照明无法关闭 自动防眩目车内后视镜可选 改进刹车片减少磨损 V8车型的怠速转速由550转/分钟提高到630转/分钟 |
| 1992年7月            | 改进 V12 发动机 LH 电子喷射系统，取消了满负荷富集，即使在全油门负荷下空燃比控制依然有效，功率由 408匹马力降低到394匹马力 |
| 1992年8月            | 改进门锁把手，加入新的塑料涂层，以防止关闭时突然产生的噪音和僵硬的触感 改进V8发动机喷射系统，动力稍微降低 |
| 1992年9月            | 开始试生产 300SE 2.8 第10万辆 W140 轿车下线 —— 银色 500SEL，黑色真皮座椅，销往日本 4.2升 8缸发动机压缩比由10.0上升到11.0 |
| 1992年10月           | 10月8日 - 10月18日，300SE 2.8 在巴黎车展上发布, 发动机与3.2型号不同，使用了热膜式空气流量计 300SD 柴油版开始在德国销售 前排乘客安全气囊在所有车型上成为标准配备 |
| 1992年12月           | 改进减震器和支柱，车身高度下降10mm左右 |
| 1993年1月            | 开始正式生产 300SE 2.8 改进300SE/SEL的轮胎尺寸，由225/60 R16增加到235/60 R16 |
| 1993年2月            | 改进方向盘，弹簧取代了滑动触点安装的喇叭和气囊 |
| 1993年6月            | 300SE 2.8开始配备ASR V12 型号车型后备箱内衬改为麂皮 |
| 1993年7月            | 改变车型命名。表示车型级别的“S”被移到数字前，表示高效发动机喷射系统的“E”和区别长短轴距的“L”不再标示，数字精确表达车型的排气量 原先的型号变化为： 300SE 2.8 —— S280 300SE/SEL —— S320 400SE/SEL —— S420 500SE/SEL —— S500 600SE/SEL —— S600 300SD —— S350 Turbodiesel 改进3.2升6缸发动机，使用热膜式空气流量计，提高扭矩和功率，并且把扭矩峰值降至较低的速度，油耗降低7.5％ 改进倒车标杆，长度增加2cm，至8.5cm以更便于观察 保养周期从10000公里增加到15000公里，从20000公里增加到30000公里 |
| 1993年8月            | 改进驾驶员侧外后视镜，配备非球面反射镜，视角由16°扩展到48°，盲区几乎不存在 |
| 1993年9月1日         | 发布新一代无线电设备，Becker Europa 2000、Grand Prix 2000 RDS、Mexico 2000 RDS分别被Classic、Special、Exquisit 机型取代 音量控制钮在中控台上取消 |
| 1993年10月           | 改进后备箱辅助关闭系统伸缩把手，材料由镀铬金属改为塑料 10月22日 - 11月5日 CNS系统在东京车展上发布 |
| 1993年12月           | 改进仪表盘，时速表从 0km/h 开始，里程表由机械改为电子液晶显示，机油压力警告灯取消，增加驻车制动警报 FBS 防盗系统成为所有车型上的标准配备 改进非V12车型中央扶手箱下方的储物盒滑盖，由实木改为塑料 |
| 1994年2月            | 改进悬挂弹簧减轻重量 |
| 1994年3月            | W140 全系车型改款在日内瓦车展上发布 改进前后保险杠设计，由立体改为垂直，不适用于防弹车型 改进大灯设计，使用新型反射器，照度增加60％ 改进转向灯设计，由橙色改为无色 改进进气格栅设计，6缸和8缸车型减少了纵向线条，12缸车型横向线条增加至6条 改进尾灯设计，尾灯与倒车灯重新组合，由4部分改为3部分 改进内饰设计，车门扶手取消储物格，新的真皮座椅在12缸车型上成为选装配置 改进收音机天线，由车尾部移至车顶后部 改进车载电话，AEG系统取代摩托罗拉D车载电话 天鹅绒座椅从12缸车型上取消 |
| 1994年5月            | 第20万辆 W140 轿车下线 —— 黑色S 320(L)，灰色真皮座椅，销往美国 |
| 1994年6月            | “红外室内运动”防盗保护系统成为选装配置 发布第5代ASR V取代原先的第3代ASR III，开关标志由防滑链改为ASR字母 发布第2代自适应减震系统ADS II |
| 1994年8月            | 改进6缸车型发动机，配备燃油泵 |
| 1994年12月           | 示宽灯在外后视镜上成为选装配置，无法与后视镜折叠机构同时选择 改进外后视镜外壳，具有更好的空气动力学 |
| 1995年1月            | 改进自动变速器换档杆，档把顶部有梅赛德斯-奔驰商标，600车型上刻有“V12”字样 |
| 1995年3月            | 发布超声波停车辅助装置“Parktronic”PTS，使用超声信号反射探测到与障碍物的距离，经电脑计算发出不同频率的警告声，超声波信号的发射器和接收器集成在前后保险杠，前后保险杠的保护功能不会受到影响，在 S600 上是标准配置 |
| 1995年6月            | 发布自动驾驶系统APS 改进后备箱辅助关闭系统伸缩把手，材料恢复使用金属镀铬材质 开始预生产 S300 Turbodiesel 涡轮柴油发动机车型 |
| 1995年9月            | 发布1996款车型，是自1994年3月以来的首次较大改进，主要涉及8缸和12缸车型 发布全新的带有液力变矩器锁止离合器的5档自动变速箱 改进发动机，降低燃油消耗和废气排放，两款8缸发动机的曲轴、气门正时、活塞得到优化，使用博世ME 1.0行车电脑、热膜式空气流量计，为了减轻重量使用单汽缸盖 5.0升8缸发动机的压缩比由10上调至11 改进12缸发动机行车电脑，博世ME 1.0行车电脑取代原先的博世LH行车电脑 三款发动机改进后平均油耗降低 7％、排放降低 40％，从技术上满足了欧II排放标准，但目前欧洲只有欧I排放认证 ESP 在8缸车型和12缸车型上成为标准配置 改进空调控制单元，使用更大的液晶屏幕显示，安装在出风口中间的阳光传感器可以根据测得的阳光强度和风扇速度调节冷却性能 改进车身天线，由车尾部移动到车顶后方 S600 Pullman 在法兰克福车展上发布 开始生产 S600 Pullman 防弹车型 |
| 1995年11月           | 第30万辆 W140 轿车下线 —— 深蓝色 S280，蓝色天鹅绒座椅，销往菲律宾 |
| 1996年6月            | 发布1997款车型 |
| 1996年7月            | 开始生产 S600 普尔曼 |
| 1996年8月            | 停止生产 S350 Turbodiesel 涡轮增压柴油发动机车型 |
| 1996年11月25日       | 发布世界首个刹车辅助系统 BAS。能够自动识别紧急情况采取制动，并在较短的时间发挥最大制动力，显著降低车辆的制动距离，增加行车安全 |
| 1996年12月           | ESP 在 S280、S320 自动挡车型上成为标准配置 BAS 在所有车型上成为标准配置 改进 APS 的电脑与控制器 发布面向日本市场的 ICS 系统，取代 CNS 系统 |
| 1997年2月            | 改进自动变速器换挡槽，换挡杆可以从4档至2档连续切换 |
| 1997年3月            | 发布语音控制系统 Linguatronic，可以将语音指令发送到电话 (AEG) 进行操作，增加行车安全 8孔轮毂不再装备 50辆S级专属限量版轿车在日内瓦车展上发布。短轴距 S500，配备暗红色车身、镀铬18英寸铝合金轮毂、黑/暗红双色 Nappa 真皮座椅、胡桃木木饰、活性炭过滤器、APS、车载电话、电动后排头枕、真皮/实木方向盘、电动记忆调节座椅、驻车定位系统 Parktronic、玻璃天窗、电动门锁、前后加热座椅、Bose音响、语音控制系统Linguatronic、氙气大灯。售价189750德国马克，于1997年4月交付 发布 S500(L) Landaulet，赠送给梵蒂冈教皇若望.保禄二世 |
| 1997年6月            | 发布1998款车型 发布主动服务系统ASSYST 驾驶员侧自动防眩目外后视镜成为选装配置 外后视镜示宽灯在所有车型上成为标准配置 改进方向盘，梅赛德斯-奔驰商标使用独立部件，方向盘气囊增加装饰性缝线 巡航控制系统Speedtronic成为选装配置 ICS 在日本市场的 S320 上成为选装配置 |
| 1997年7月            | 所有汽油发动机型号通过D3排放标准认证 |
| 1997年9月            | 开始生产 S500 Pullman |
| 1997年10月           | 远程信息处理识别报警系统TELE AID成为选装配置 |
| 1997年11月           | 第40万辆 W140 轿车下线——黑色 S600，蘑菇色真皮座椅，销往中国 |
| 1998年1月            | 发布第三代自动驾驶系统 APS III |
| 1998年春             | 向美国市场推出600辆 S500 Grand Edition。配备黑色车身、18英寸AMG轮毂、奶油色软羊皮内饰、照明门框、鸟眼枫木木饰、真皮座椅、刻字踏板、后部窗帘、CD机、车载电话 |
| 1998年4月            | 高位刹车灯在所有车型上成为标准配置 |
| 1998年7月            | 停止生产 S600 |
| 1998年8月            | 停止生产 S300 Turbodiesel、S280、S420、S500 |
| 1998年9月            | 停止生产 S320、S320(L)，S420(L)、S500(L)、S600(L) W140 主要车系全部停产，防弹车型和 Pullman 车型继续生产 1998年9月1日，一辆美版银色 S320 移交给梅赛德斯-奔驰经典车博物馆 |
| 1999年               | W140 车身搭载 W240 迈巴赫的发动机、底盘作为试验车进行测试 |
| 2000年               | 停止生产 S500(L) Guard、S600(L) Guard、S500 Pullman、S600 Pullman、S600 Pullman Guard，W140轿车生产最终结束。最后一辆 W140 轿车于2000年11月3日交付，翡翠黑色 S500(L) Guard |

## 其它版本车型

### AMG
AMG公司对 M120 发动机进行调校，衍生型号繁多，并且处于无组织的生产状态。仅列出4种主流型号供参考
其中S70 AMG、S72 AMG专供日本市场，每辆车的发动机舱内有日文铭牌标示发动机规格，S73 T AMG为C140前脸的旅行车，供应欧洲及文莱苏丹，文莱苏丹版本功率为565匹，其它排量诸如7211ml等存在性有待商榷。

这些车型极速可超过 300km/h
| 型号                 | S 600 L AMG 6.0 | S 600 L AMG 7.0 | S 72 AMG       | S 73 T AMG     |
| 技术参数             |                 |                 |                |                |
| 发动机代号           | AMG M 120 E 60  | AMG M 120 E 70  | AMG M 120 E 72 | AMG M 120 E 73 |
| 发动机排量(ml)       | 5987            | 7010            | 7055           | 7291           |
| 发动机功率PS(kW)/rpm | 440(331)/6000   | 496(365)/5500   | 525(386)/5900  | 555(408)/5550  |
| 发动机扭矩(Nm/rpm)   | 610/4000        | 720/3900        | 740/4000       | 750/4000       |

### BRABUS
BRABUS公司对 M119、M120 发动机进行调校，衍生型号繁多，并且处于无组织的生产状态。仅列出5种主流型号供参考

这些车型极速可超过300km/h
| 型号                 | S 6.5    | S 6.9         | S 7.3     | S 7.3S        | S 7.4S |
| 技术参数             |          |               |           |               |        |
| 发动机代号           | 6.5-32   | 6.9-48        | 7.3-48    | 7.3-48        | 7.4-48 |
| 发动机排量(ml)       | 6409     | 6871          | 7255      | 7255          | 7400   |
| 发动机功率PS(kW)/rpm | 444(331) | 509(380)/5750 | 530(390)/ | 582(428)/6000 | 600    |
| 发动机扭矩(Nm/rpm)   |          | 705/3700      | 754/      | 772/4000      |        |

## 在中国[2]
| 中国规格车型销量 |                  |              |                  |                  |              |                  |                  |                          |      |
| 型号             | 300 SE 2.8/S 280 | 300 SE/S 320 | 300 SEL/S 320(L) | 400 SEL/S 420(L) | 500 SE/S 500 | 500 SEL/S 500(L) | 600 SEL/S 600(L) | 300 SD/S 350 Turbodiesel | 总计 |
| 1991             |                  | 8            | 64               |                  | 2            | 14               | 10               |                          | 98   |
| 1992             |                  | 31           | 1268             |                  | 1            | 260              | 157              |                          | 1717 |
| 1993             | 6                | 11           | 3034             |                  | 1            | 629              | 421              | 2                        | 4104 |
| 1994             | 542              | 1            | 710              |                  |              | 80               | 100              |                          | 1433 |
| 1995             | 144              |              | 593              | 1                |              | 38               | 51               |                          | 827  |
| 1996             | 134              |              | 666              |                  |              | 33               | 114              |                          | 947  |
| 1997             | 53               |              | 2261             |                  |              | 117              | 244              |                          | 2675 |
| 1998             | 14               |              | 1163             |                  |              | 95               | 183              |                          | 1455 |

W 140在中国大陆的销售工作于1991年晚些时候展开，当年只有98辆W 140通过正规渠道销售到中国，第一辆车于1992年1月9日装运。1993年S级轿车主要市场因经济形势萎缩时，中国大陆对进口轿车放宽限制，这一年W 140的销量是1992年的4倍，而日本经济衰退引起的销量下滑，使中国大陆成为S级轿车1993年亚洲第一大市场。1994年，随着三资企业免税车政策取消和实施新税制等宏观调控政策的出台，中国大陆进口车数量锐减，W 140销量重新回到较低水平，排量税收较少的S 280销量大幅增加。1996年新关税实施后S级轿车销量回升，此后保持平稳，1998年度结束后，140系列S级轿车在中国大陆停止销售，最后一辆中规车型交付于1999年8月24日。中国大陆共售出各型号W 140S级轿车13303辆(灰色车辆不包含在内)，预计还有至少三倍于中规车型的灰色车辆通过香港左舵车商或非法途径进口到中国大陆。
300 SEL / S 320(L)是中国大陆最畅销的车型，即便在受到S 280冲击的1994年，依旧处于强势地位。此外中国消费者青睐黑色外观、皮质座椅等配置，绝大多数中规车型无催化转化器。为适应油品，1991年的全部、1992年的大部、1993年的小部车型还配备了低压缩比引擎。中国大陆V12车型销量排在德国、美国、日本之后，以35辆略高于沙特阿拉伯而位居世界第四。
在中国，存在 W140 S级轿车的爱好者，但没有全国统一性的爱好者组织，中国大陆给W140起的外号叫“虎头奔”。东南亚习惯称W140为“大水牛”。随着中国的机动车报废制度和相关法律不断严格，W140 S级轿车在中国的保有量不断减少，现在仅在少数90年代经济发达城市可见。